# Per una vita migliore
Per una vita migliore (A Better Life) è un film del 2011 diretto da Chris Weitz.
Per la sua interpretazione Demián Bichir ha ricevuto la candidatura all'Oscar al miglior attore.

## Trama
Il film narra la storia di Carlos Galindo, un immigrato messicano di quarant'anni che lavora come giardiniere a Los Angeles. Carlos, persona onesta e gentile, vive da solo con il figlio adolescente Luis che è intenzionato ad entrare in una delle gang locali. L'uomo auspica un futuro migliore per lui e per suo figlio, ma le cose prenderanno una brutta piega quando il suo furgone verrà rubato.

## Distribuzione
Il film è uscito nelle sale cinematografiche statunitensi in distribuzione limitata il 24 giugno 2011.
In Italia non ha avuto un'uscita nelle sale ed è stato distribuito direttamente per l'home video da Eagle Pictures il 23 aprile 2013.

## Riconoscimenti
- 2012 - Premio Oscar
  - Nomination Miglior attore protagonista a Demiàn Bichir